# 5719 Křižík
5719 Křižík è un asteroide della fascia principale. Scoperto nel 1983, presenta un'orbita caratterizzata da un semiasse maggiore pari a 2,2171281 au e da un'eccentricità di 0,1692736, inclinata di 4,36770° rispetto all'eclittica.
L'asteroide è dedicato all'ingegnere ceco František Křižík.